# 대니 가르시아
대니 가르시아(Danny García, Danny Garcia, 1988년 3월 20일 ~ )는 미국의 권투 선수이다. 푸에르토리코계. 2013년 4월21일 현재 세계복싱평의회(WBC)와 세계복싱협회(WBA) 슈퍼라이트급(라이트웰터급) 챔피언. 키 174cm. 오소독스. 26전 26승(16KO). 오스카 데 라 호야의 골든보이 프로모션 소속.

## 약력
미국 노스필라델피아 출생. 아버지도 프로복서였다. 10살 때 복싱을 시작. 아마추어 복싱 거쳐 2007년 11월 17일 프로 데뷔. 2012년 3월 24일 에릭 모랄레스를 물리치고 WBC 슈퍼라이트급 챔피언. 2012년 7월 14일 WBA 라이트웰터급 챔피언 아미르 칸을 TKO로 물리치고 통합 챔피언. 2012년 10월 20일 에릭 모랄레스와 통합 타이틀 1차 방어전에서 KO승. 2013년 4월 27일 잽 주다와의 통합 타이틀 2차 방어전에서 3-0 판정승.

## 특징
별명은 '스위프트'(칼새, 잽싼 녀석)이지만 실제로는 스피드보다는 파워에 의존하는 스타일. 최대 무기는 체중을 실어 날리는 좌우 훅.